# 大神田規允
大神田 規允（おおかんだ きよし：大神田潔　1970年4月12日-）は日本の俳優、演出家。川崎市出身。劇団サードクォーター代表。

## 概要
3歳より演劇界に入る。劇団日本児童に10年間所属（1975年〜1985年）、その間CM、ドラマ、舞台、映画、ナレーション等の出演は100本以上を超える。栃木県教育委員企画映画「那須野が原」（共同テレビジョン製作）が全国自作視聴覚教材・郷土学習教材コンクールにおいて1981年12月21日文部大臣賞受賞。ナレーション担当。
現在は自らが代表を務める劇団サードクォーターにて、俳優・演出家として舞台を中心に活動している。
芸能活動のほかに、幼稚園での表現指導や、加須市生涯学習課主催「市民大学演劇セミナー（2012）」で一般人向けの表現指導もおこなっている。

## 出演作品
テレビ
- 「明るいなかま」NHK教育　レギュラー
- 「仮面ライダー（スカイライダー）」[3]
- 「私鉄沿線97分署」[4]
- 「ウルトラマン80」[5]TBS
- 「熱中時代」TV
- 「そっとさよなら」YTV
- 「ひまわり戦争」CX
- 美空ひばり芸能生活40周年記念「熱血女先生！まるでセンチな乙女のように」
- 「星から来た大どろぼう」

他
声・ナレーター
- CM　トヨタカローラ　2年間
- 学習教材コンクール「那須野ヶ原」文部大臣賞受賞

雑誌
- 学研「中1コース」「中2コース」「中3コース」　レギュラー

映画
- 「二百三高地」
- 「チョコレート戦争」
- 「山の子平太」
- 「君の故郷に太陽が昇った」竹本弘一 監督作品
- 「人間の証明」佐藤純弥 監督作品

他
舞台
- 「秘密の花園」
- 「サウンドオブミュージック」
- 萬屋錦之介特別公演「宮本武蔵」
- 劇団サードクォーター全作品
- 本多のぶ子チャリティコンサート「田中正造列伝　何とて我を」「八百屋お七」

他
演出
- APP企画「愛さずにはいられない」
- 本多のぶ子チャリティコンサート「八百屋お七」「瞼の母」
- 劇団KAZO「さっぱ夜話」「うわさのうわさ」「夕鶴」「家族」「亥の子の鬼」「三年寝太郎」「癖」「ちょうふく山の山姥」「雪夜の客」「貧乏神の宿賃」「銀河鉄道の夜」[6]
- 劇団サードクォーター作品多数
- 加須市男女共同参画社会朗読劇3年間演出（2000〜2002年）
- 加須市生涯学習課主催　小学生向けワークショップ「スイミーを演じよう」(2004年)